# Azna
Azna (perski: ازنا) – miasto w Iranie, w ostanie Lorestan. W 2006 roku miasto liczyło 37 645 mieszkańców w 9178 rodzinach.